# Volksbank Lohne-Dinklage-Steinfeld-Mühlen
Die Volksbank eG Lohne-Dinklage-Steinfeld-Mühlen ist eine deutsche Genossenschaftsbank mit Sitz in Lohne in Niedersachsen. Die Bank ging im Jahr 2023 aus der Fusion der Volksbank Lohne-Mühlen eG mit der VR Bank Dinklage-Steinfeld eG hervor.

## Geschichte
Der Ursprung der Bank geht zurück auf das Jahr 1889, als der Lohner Spar- und Darlehnskassenverein gegründet wurde. Seit 1953 hieß die Bank „Lohner Bank“. 2001 fusionierte die Lohner Bank mit der Volksbank Mühlen eG, die aus dem „Steinfelder Spar- und Darlehnsverein“ von 1885 hervorgegangen war. Im Zuge der Fusion der Volksbank Lohne-Mühlen eG mit der VR Bank Dinklage-Steinfeld eG im Jahr 2023 wurde der Name in Volksbank eG Lohne-Dinklage-Steinfeld-Mühlen geändert.

## Rechtsgrundlagen
Rechtsgrundlagen der Bank sind die Satzung der Volksbank eG Lohne-Dinklage-Steinfeld-Mühlen und das Genossenschaftsgesetz. Die Organe der Genossenschaftsbank sind der Vorstand, der Aufsichtsrat und die Vertreterversammlung. Die Volksbank eG Lohne-Dinklage-Steinfeld-Mühlen ist der BVR Institutssicherung GmbH und der Sicherungseinrichtung des Bundesverbands der Deutschen Volksbanken und Raiffeisenbanken e. V. angeschlossen.

## Niederlassungen
Die Bank unterhält neben der Hauptstelle noch Filialen in Dinklage, Steinfeld, Steinfeld-Mühlen.